# Ральф 124C 41+
«Ральф 124C 41+» (англ. Ralph 124C 41+) — роман Хьюго Гернсбека, один из классических примеров научно-популяризаторской фантастики.

## История написания
Публикация романа началась в журнале «Modern Electrics» в апреле 1911 года и продолжалась в течение года до марта 1912 года (в 12 номерах журнала). В предисловии к первому фрагменту было сказано, что роман должен «рассказать читателю о будущем с точностью, совместимой с современным поразительным развитием науки». Автор часто заканчивал работу над фрагментами к трём или четырём часам утра в день сдачи, что, как он отмечал, не могло не сказаться на художественном качестве, но не на научной и технической составляющей. Первая книжная публикация вышла в 1925 году с подзаголовком «Роман о жизни в 2660 году» («A Romance of the Year 2660») тиражом 5000 экземпляров. К 1950 году издание это стало редкостью и значительно выросло в цене. Издание 1958 года имело подзаголовок-расшифровку «Тот, кто предвидит для всех» («One to Foresee For One»). 
По замыслу автора, «фамилия» главного героя — «124С 41+» — должна была читаться как «one-to-fore-see for-all» — «тот, кто предвидит для всех». Впрочем, такая расшифровка — просто рассказ про то, как он придумал такую фамилию. Здесь «+» нужен в комбинации «1+», означающей «всё». В первых изданиях такой расшифровки нет, а про знак «+» сказано, что он означает человека, относящегося к десяти самым выдающимся умам земной цивилизации. Однако она есть в последней реплике романа, начиная с издания 1958 года.

## Сюжет

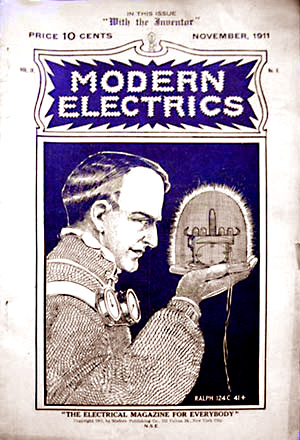
Ноябрьский номер «Modern Electrics» 1911 года с иллюстрацией к роману «Ральф 124C 41+»

Действие романа разворачивается в мире 2660 года. Главный герой — непревзойденный учёный и изобретатель Ральф 124C 41+. 
Роман построен как последовательное описание фантастических научных идей и технических устройств, которые использует или проектирует Ральф; романтическая линия используется только как необходимый сюжетный стержень. В результате неправильного соединения через «телефот» дальней беспроводной связи (сейчас сказали бы «видеофон») Ральф знакомится с девушкой Элис 212B 423, тут же спасает её от опасности, затем знакомится с двумя претендентами на её руку — землянином и марсианином. Марсианин похищает Элис и увозит её на космическом корабле, однако Ральф его настигает. В перестрелке девушка случайно погибает, но Ральф доставляет её в глубокой заморозке на Землю и реанимирует.

## Значение романа
«Ральф 124C 41+» не относится к шедеврам изящной словесности — Гернсбек был во всех отношениях слабым писателем. Впрочем, он и не ставил перед собой художественных задач. Повесть должна была восприниматься читателем как свод патентных заявок на футуристические изобретения и открытия. Все предсказанные в повести изобретения и открытия, считал Гернсбек, будут рано или поздно непременно осуществлены.
Для сегодняшнего читателя многочисленные изобретения Ральфа 124С 41+ куда больше говорят об идеях и концепциях, преобладавших среди технической интеллигенции в начале XX века, чем о действительном последующем развитии науки. Кое-какие из этих концепций — например, идея мирового эфира как среды, в которой распространяются электромагнитные колебания, — устарели почти сразу после написания повести (и Гернсбек добросовестно указывал на это при переиздании «Ральфа»), некоторые были воплощены в жизнь практически буква в букву — например, искусственное освещение спортивных площадок.
Другой впечатляющий пример удачного предсказания — радар, которым Ральф 124С 41+ пользуется при преследовании космического корабля. Гернсбек не только в деталях описал в романе принципы его работы, но даже проиллюстрировал все это принципиальной схемой. Через несколько лет после изобретения в 1935 году Робертом Уотсоном-Уоттом устройства для слежения за самолетами и введения в обиход слова «радар», кто-то продемонстрировал роман Гернсбека Уотсону-Уатту. Тот был настолько впечатлён, что позже публично отдавал последнему приоритет этого изобретения.
«Просветительскую» функцию фантастической литературы Гернсбек декларировал и в дальнейшем, когда занялся активным изданием научной фантастики в созданных им специальных журналах — начиная с появившегося в 1926 году «Amazing Stories». Он воспринимал фантастику в чисто утилитарном смысле — как возможность наглядно рассказать читателям о новых научных концепциях и их возможных практических воплощениях. Именно такой подход оставался доминирующим в научной фантастике на раннем этапе её самоосознания — то есть, до 1930 года, когда у изданий Гернсбека появилась реальная альтернатива в виде журналов «сверхнаучной» фантастики (например, «Astounding Stories»).
Следует подчеркнуть, что идеи Гернсбека носили выраженный «внутрижанровый» характер — фантастическая литература, существовавшая вне рамок специализированных журналов (социальная фантастика, приключенческая фантастика и т. д.), продолжала развиваться, почти совершенно не испытывая влияния его концепции. Однако в советской фантастике, например, концепция, сходная с концепцией Гернсбека, практически навязывалась авторам вплоть до середины 1980-х годов.

## Упоминания в других произведениях
- У одного из главных персонажей аниме Ergo Proxy — Рил Мэйер идентификационный номер 124C41+.
- В третьем сезоне сериала от Netflix Разочарование в эпизоде "Тайны Стимленда" принцесса Тиабини работает под прикрытием на фабрике Стимленда. На 16:11 в эпизоде ее называют по рабочему номеру 124C41.